# 通远街道
通远街道，是中华人民共和国陕西省西安市高陵区下辖的一个街道办事处。
2015年，陕西省民政厅批复同意撤销湾子镇，并入通远镇。
2017年，陕西省民政厅批复同意撤销通远镇建制，设立通远街道办事处，街道办事处驻通远村。

## 行政区划
通远街道下辖以下地区：
官市村、通远村、华邑村、车张村、官路村、史喻村、火箭村、仁村、杜家村、灰堆村、何村、湾子村、北孙村、生王村、大雷村、岳华村、西张市村和东张市村。
通远坊天主教堂曾经长期为陕西省天主教教务中心，现为文物保护单位。